# Trifthorn (Guttannen)
Trifthorn (alternativt: Trifthoren) är en bergstopp på gränsen mellan kommunerna Guttannen och Innertkirchen i kantonen Bern i Schweiz. Den är belägen i Bernalperna, cirka 70 kilometer sydost om huvudstaden Bern. Toppen på Trifthorn är 3 229 meter över havet.